# Prawda (tygodnik)
Prawda – tygodnik informacyjno-polityczny, wydawany w latach 1925–1935 w Łodzi. Publikował artykuły o tematyce politycznej, społecznej, gospodarczej, literackiej, a także regionalne. Prezentował poglądy konserwatywne. 

## Historia
Od 14 listopada 1926 (nr 46) wydawany pod tytułem „Tygodnik Prawda” (słowo „prawda” w tytule zostało wyróżnione graficznie). Od 14 stycznia 1934 (nr 3), powrócono do tytułu „Prawda”. W tym okresie ukazywał się także w Warszawie i Poznaniu.
Wydawcą i redaktorem naczelnym gazety był Paweł Zielina. Gazeta była drukowana w Drukarni Państwowej w Łodzi, na ul. Piotrkowskiej 85. Redakcja mieściła się na ul. Zielonej 8, ul. Piotrkowskiej 85 i wraz z administracją na al. Kościuszki 53. Tygodnik miał objętość od 8 do 12 stron, cena egzemplarza wahała się od 30 do 40 gr.